# 托托罕
托托罕，又作秃罕，钦察汗拔都次子，成吉思汗之曾孙。
托托罕娶蒙古斡亦剌部脱劣勒赤之女、成吉思汗外孙女忽出哈敦为妻。据《史集》记载，托托罕共有五子，分别为巴尔图、忙哥帖木儿、脱脱蒙哥、图赫图努哈、乌格奇。其中，忙哥帖木儿、脱脱蒙哥先后成为钦察汗国可汗。